# Souleymane Koanda
Souleymane Koanda (Ouagadougou, 21 settembre 1992) è un calciatore burkinabé, difensore del Salitas.

## Carriera

### Club
Ha giocato nella prima divisione burkinabé, in quella ivoriana, in quella algerina ed in quella bielorussa.

### Nazionale
Ha esordito in nazionale nel 2015; nel 2017 ha partecipato alla Coppa d'Africa, conclusasi con un'eliminazione in semifinale.

## Palmarès

### Club

#### Competizioni nazionali
- Première Division (Burkina Faso): 1

ASFA-Yennenga: 2013
- Coupe du Faso: 1

ASFA-Yennenga: 2013
- Campionato ivoriano: 2

ASEC Mimosas: 2016-2017, 2017-2018
- Coppa della Costa d'Avorio: 1

ASEC Mimosas: 2018
- Coppa Félix Houphouët-Boigny: 1

ASEC Mimosas: 2017